# Kim Warwick
Kim Warwick (Sydney, 8 de abril de 1952) é um ex-tenista profissional australiano.

## Grand Slam finais

### Simples (1 vice)
| Ano  | Campeonato      | Oponente      | Placar           |
| 1980 | Australian Open | Brian Teacher | 5–7, 6–7(4), 2–6 |

## Simples (3 títulos)
| Posição | N. | Data | Campeonato                      | Piso   | Oponente        | Placar                  |
| ------- | -- | ---- | ------------------------------- | ------ | --------------- | ----------------------- |
| Vice    | 1. | 1972 | Adelaide, Austrália             | Grama  | Alex Metreveli  | 3–6, 3–6, 6–7           |
| Vice    | 2. | 1974 | Jakarta, Indonésia              | Duro   | Onny Parun      | 3–6, 3–6, 4–6           |
| Campeão | 1. | 1976 | Bangalore, Índia                | Saibro | Sashi Menon     | 6–1, 6–2                |
| Vice    | 3. | 1977 | Tokyo Outdoor, Japão            | Saibro | Manuel Orantes  | 2–6, 1–6                |
| Vice    | 4. | 1978 | Stuttgart Outdoor, Alemanha     | Saibro | Ulrich Pinner   | 2–6, 2–6, 6–7           |
| Vice    | 5. | 1978 | Sydney Outdoor, Austrália       | Grama  | Tim Wilkison    | 3–6, 3–6, 7–6, 6–3, 2–6 |
| Campeão | 2. | 1979 | Adelaide, Austrália             | Grama  | Bernard Mitton  | 7–5, 6–4                |
| Vice    | 6. | 1980 | London/Queen's Club, Inglaterra | Grama  | John McEnroe    | 3–6, 1–6                |
| Vice    | 7. | 1980 | Gstaad, Suíça                   | Saibro | Heinz Günthardt | 6–4, 4–6, 6–7           |
| Campeão | 3. | 1980 | Johannesburg, África do Sul     | Duro   | Fritz Buehning  | 6–2, 6–1, 6–2           |
| Vice    | 8. | 1980 | Australian Open, Melbourne      | Grama  | Brian Teacher   | 5–7, 6–7, 2–6           |